# 阿爾伯特峰
阿爾伯特峰（英語：Mount Elbert）是北美洛磯山脈的最高峰，標高4,401公尺（14,440英尺），是美國本土第二高峰，僅次於加利福尼亞州的惠特尼峰（4,421公尺），也是美國第14高峰。阿爾伯特峰的山名來自於曾任科羅拉多領地首長的薩繆爾・希特・阿爾伯特。阿爾伯特峰的首次登頂記錄是在1874年。由於阿爾伯特峰的山勢較為平緩，因此雖然海拔頗高，登山難度卻相對較為簡單，有「安穩的巨人」之稱。

## 外部連結
- ,   [2015-04-03], 9145, （原始内容存档于2020-10-29）
- . HikinginTheRockies.com.   [2014-02-03]. （原始内容存档于2020-07-13）.
- . hikingincolorado.org.   [2014-02-03]. （原始内容存档于2021-01-18）.
- . Peakery.com.   [2014-02-03]. （原始内容存档于2011-09-19）.